# Vaixell de càrrega
|  | No s'ha de confondre amb vaixell mercant. |

Un vaixell de càrrega és un tipus d'embarcació utilitzat per transportar mercaderies, béns i materials des d'un port a un altre. Altres noms pel qual es coneix a aquest tipus d'embarcació són vaixells de càrrega, vaixell de cabotatge, o bé vaixell mercant. En l'actualitat se'ls anomena vaixell contenidor. En altres llengües, com per exemple en anglès, es designa amb la paraula «càrrec» tant al vaixell com a la càrrega que transporta. A Melanèsia i Polinèsia, l'arribada dels europeus va donar lloc als anomenats cultes Cargo. Avui dia, milers de vaixells de càrrega travessen els mars i oceans del món cada any i suporten el pes de la major part del comerç internacional. Els vaixells de càrrega normalment estan dissenyats específicament per a aquesta tasca, i estan equipats amb grua la seva altres mecanismes que faciliten la càrrega i descàrrega. Poden ser de molt diverses mides. En l'actualitat solen estar construïts d'acer i, tret d'algunes excepcions, la seva vida mitjana és d'entre 25 i 30 anys abans de ser desmantellats.

## Història
Els registres més primerencs de transport marítim esmenten la càrrega de mercaderies per al comerç. Les proves històriques i arqueològiques mostren que aquesta pràctica es va començar a generalitzar aproximadament a principis del I mil·lenni aC
S'han trobat proves arqueològiques que els fenicis van desenvolupar un comerç marítim a les costes del mar Mediterrani, usant embarcacions de tipus costaner. Els egipcis van exercir un comerç fluvial a través del Nil utilitzant embarcacions de joncs.
El desig d'obrir noves rutes de comerç va propiciar viatges més llargs i en totes les èpoques de l'any, la qual cosa va suposar el desenvolupament i millora del disseny dels vaixells durant l'edat mitjana. Al segle xv apareixen les naus, les caravel·les, i, finalment, els galions, que s'utilitzen entre Itàlia, Espanya, França i les Índies.
A la primera meitat del segle xix, la incidència de la pirateria va provocar que els vaixells de càrrega s'armessin, algunes vegades de manera bastant pesada, com el Galió de Manila.
En els segles xvii i XVIII els galions donen pas a les fragates, les corbetes i els galions per al comerç, i apareix la pirateria clàssica, tal com es va conèixer als segles XVI, XVII i XVIII.
El disseny dels vaixells de càrrega ha evolucionat des d'aleshores senyal relació directa al creixement del comerç internacional i de la tecnologia en la construcció naval. L'ús del ferro i la maquinària de vapor els va fer més grans, amb major capacitat i més ràpids. Des de mitjan segle xix es van transformar en vaixells mixtos de passatge i càrrega, perfil que va subsistir fins a mitjan segle xx.
A la Primera i la Segona Guerra Mundial els vaixells de càrrega van ser la base de la subsistència d'Anglaterra i de la Unió Soviètica a partir de 1942. En aquest període, un dels tipus de vaixells de càrrega més representatiu va ser el vaixell classe Liberty, fabricat pels Estats Units en grans quantitats. Era un vaixell artillat amb antiaèries i canons de 150 mm a proa i popa. Molts d'ells van escriure pàgines en la història de la marina mercant.
Avui en dia els vaixells de càrrega, o vaixells contenidors, tenen un perfil de disseny pràcticament uniforme, amb la superestructura i els habitacles a popa i una eslora considerable, no només podrà transportar en la bodega sinó també sobre la coberta, apilant contenidors fins a l'alçada del pont de navegació.

## Tipus
Els tipus especialitzats de vaixells de càrrega inclouen els vaixells de transport de contenidors i els vaixells de transport de càrrega sòlida a granel. Tècnicament els petroliers, metaners i altres vaixells cisterna són també vaixells de càrrega, encara que normalment s'inclouen en una categoria separada.

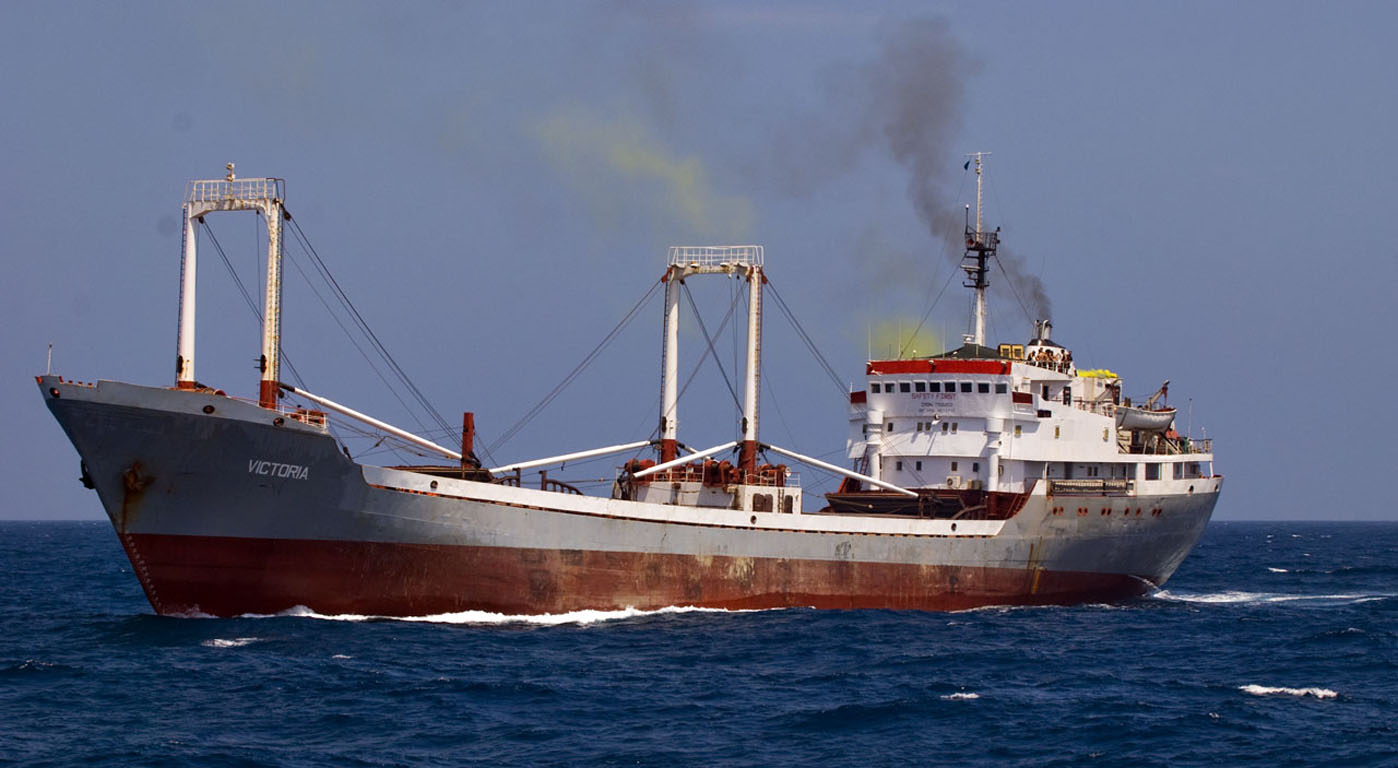
Vaixell mercant costaner.
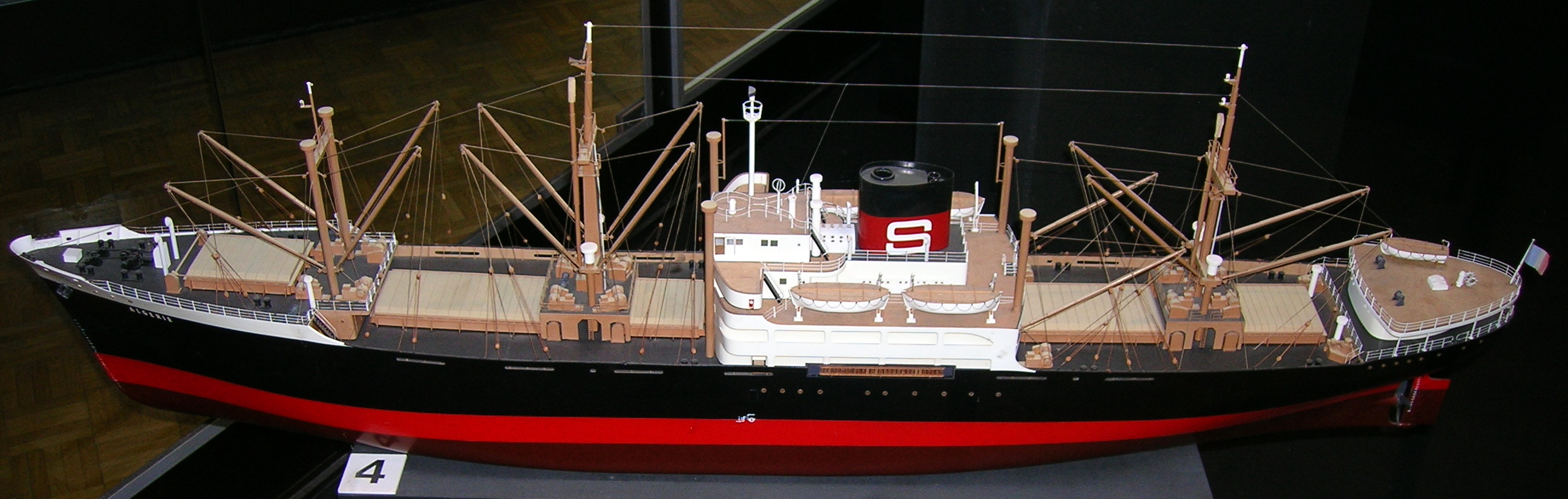
Vaixell mercant de mitjan segle xx.
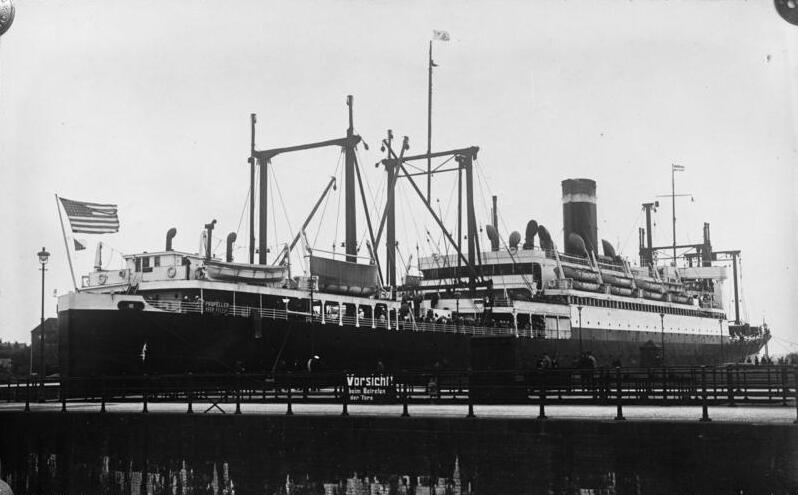
Vaixell mercant mixt
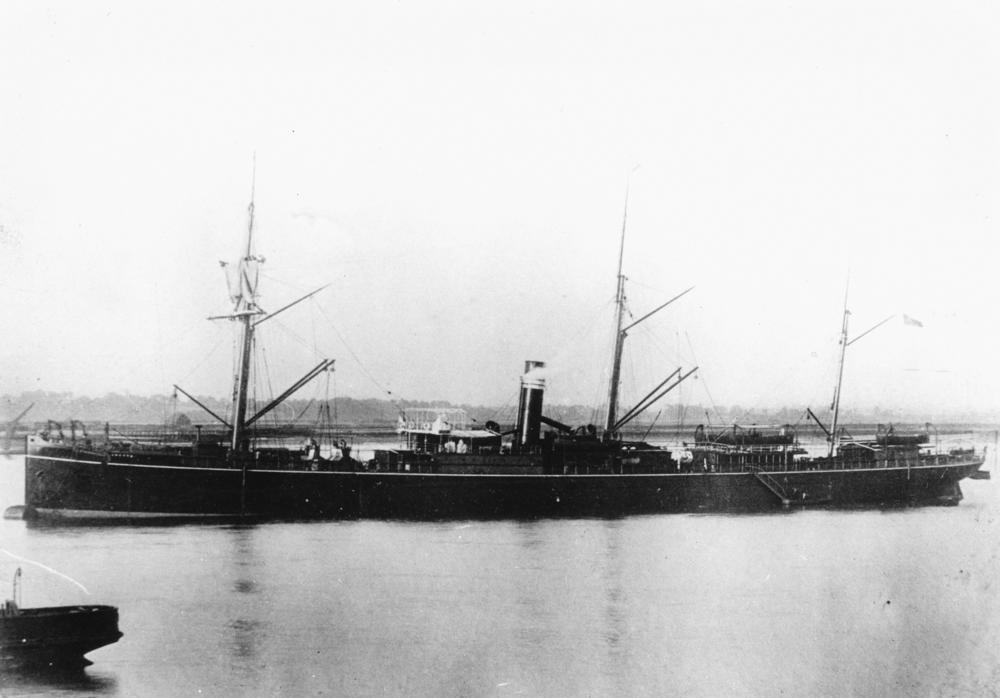
Vaixell mercant del segle xix.
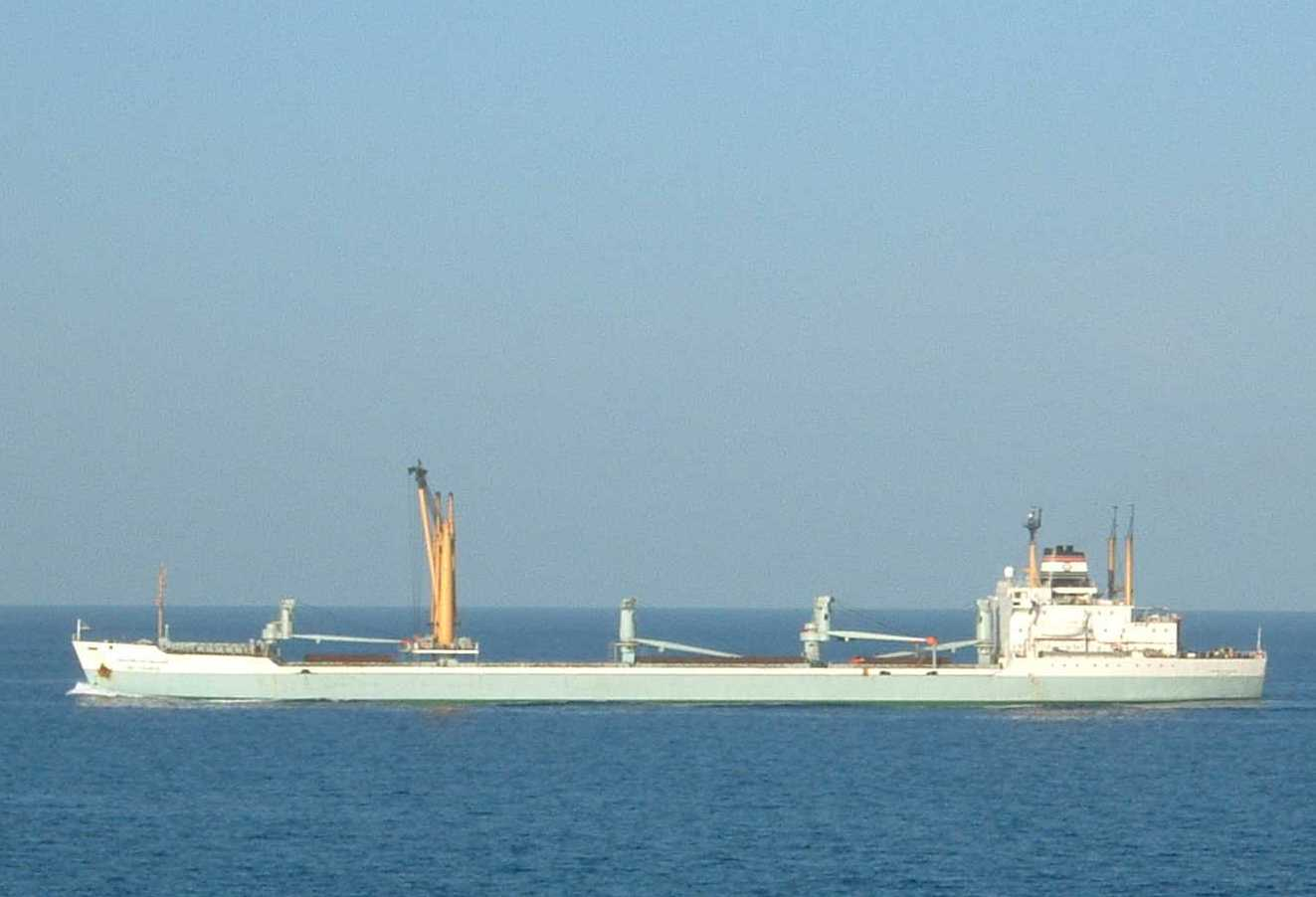
Vaixell portacontenidors típic